# Andrés Fassi
Andrés Miguel Fassi (29 de enero de 1962) es un empresario, preparador físico y entrenador argentino que actualmente desempeña como el 55.° presidente del Club Atlético Talleres.
También fue parte, durante 30 años, del Grupo Pachuca, por el que fue también vicepresidente del Club de Fútbol Pachuca.

## Biografía

### Inicios
Andrés nació el 29 de enero de 1962 en la ciudad de Córdoba. Es el quinto de ocho hermanos. Realizó sus estudios en el colegio La Salle de Córdoba. Entró a trabajar como preparador físico de All Boys, luego sigue en Belgrano, Racing y Talleres, donde conoce a Roberto Marcos Saporiti, con quien trabaja allí, y luego finalmente en San Lorenzo.

### Pachuca
Llega a México como preparador físico del Chamaco Rodríguez en Cobras de Ciudad Juárez y luego continúa en Necaxa con Saporiti.
En 1995 consigue apoyo económico para comprar el club y en 1999 el Pachuca  otros cuatro campeonatos mexicanos, cuatro Copa de Campeones de Concacaf (pasaporte al Mundial de Clubes) y la Copa Sudamericana 2006, único título de un equipo mexicano en la órbita de Conmebol.

### Talleres
Regresa a Argentina en 2014 a Córdoba, y luego de un proceso de quiebra y gerenciamiento de 10 años en Talleres El 16 de noviembre de 2014 Fassi es elegido presidente con el 78% de los votos; y en un año y medio lleva a Talleres del Federal A (tercera categoría) a la Primera División.[cita requerida] El flamante presidente de Talleres  llegó a suspender a un hincha "de por vida" por invadir el campo de juego; acto que perjudicó al equipo. En 2023 fue denunciado por el árbitro Andrés Merlos rompió el silencio y contraatacó, señalando que el dirigente ingresó a su vestuario con gente armada con el objetivo de amenazarlo después del partido de octavos de final de Copa Argentina, en el que Boca Juniors salió vencedor por penales.Fue un hecho muy lamentable, triste. Sinceramente es doloroso para el fútbol que ocurran este tipo de cosas. No hay explicación a lo que hace este hombre, se nota que tiene una impunidad, no sé si política milei, económica o qué, pero tiene una impunidad increíble. No tengo palabras, ya había tenido un hecho con él el año pasado, cuando había pasado lo mismo. Se lo sancionó, pero ahora fue mucho más grave porque ingresaron dos personas de él al vestuario y con un arma de fuego

Cumplidos los años de mandato al frente de Talleres, encabeza en el año 2017 una reforma en el estatuto; común  grupo integrado por Enrique Amore, Miguel Gavier, Roque Gómez Llanes (exabogado del club), Ramón Pizarro, Daniel Ruffener (ex fideicomisario) y Vladimir Yzet, quienes tomaron las instrucciones de la nueva normativa y los formatos de la FIFA y de la Conmebol, para la extensión del mandato de la directiva a cuatro años (artículo 29) y que sus miembros respondan “ilimitada y solidariamente”, “civil y penalmente” (artículos 23 y 53, respectivamente) por sus actos.  Posteriormente en las elecciones del mes de noviembre de 2017, al no poderse presentar una lista opositora por incumplimiento de los requisitos, Fassi se convierte en presidente del club nuevamente, aunque esta vez hasta 2021, como lo indica el nuevo estatuto de Talleres, el acto de renovación de los cargos se realizó el 19 de noviembre, fecha donde habían sido fijadas provisoriamente las elecciones. También logró dos subcampeonatos de Copa Argentina y clasificar nuevamente a Copa Libertadores, por cuarta vez en la historia del club. Durante su presidencia, Talleres vendió al futbolista paraguayo Ramón Sosa a la Premier League en 11 millones de euros, y se convirtió en la más cara en la historia del club.
En septiembre de 2024, un escándalo en la Copa Argentina de ese año profundizó un conflicto entre el presidente de la T y la gestión de la Asociación del Fútbol Argentino, encabezada por Claudio Tapia. Boca y Talleres habían empatado 1-1, con un gol de Boca que Talleres pidió anular por presunto saque de arco para el equipo "matador". La competición no utiliza el sistema de VAR para revisar los goles. En el entretiempo, Fassi se acercó a la zona mixta del estadio, en las cercanías del vestuario de los árbitros, para hablar con el referí Andrés Merlos. Lo que pasó en ese momento es incierto: Merlos asegura que Fassi llegó al vestuario con gente armada para increparlo, mientras que Fassi asegura que Merlos lo agredió físicamente tanto a él como al vicepresidente de la institución. Durante el segundo tiempo, Talleres empató el partido, pero quedó eliminado por tiros desde el punto penal.
En los días posteriores, las críticas hacia la AFA fueron más frecuentes, con la acusación de la existencia de árbitros "serviles" al presidente. [cita requerida]La situación escaló a nivel provincial y nacional, con el pronunciamento de distintos actores entre los que se encontraron Martín Llaryora, Miguel Siciliano, el Concejo Deliberante de la Ciudad de Córdoba, Daniel Scioli y el presidente nacional Javier Milei. También criticó la eliminación de descensos de Primera División y cuestionó el llamado anticipado a elecciones de autoridades de AFA, lo que le valió una suspensión de dos años por parte del principal organismo del fútbol argentino para representar al club ante la AFA.
En marzo de 2025, se jugó la final de la Supercopa Internacional 2023, obteniendo así el primer título nacional de máxima categoría en su presidencia y en la historia del club.[cita requerida]

## Palmarés

### Campeonatos nacionales
| Torneo                  | Club     | País      | Año  |
| ----------------------- | -------- | --------- | ---- |
| Primera División        | Pachuca  | México    | 1999 |
| Primera División        | Pachuca  | México    | 2001 |
| Primera División        | Pachuca  | México    | 2003 |
| Primera División        | Pachuca  | México    | 2006 |
| Primera División        | Pachuca  | México    | 2007 |
| Primera División        | Pachuca  | México    | 2016 |
| Torneo Federal A        | Talleres | Argentina | 2015 |
| Primera B Nacional      | Talleres | Argentina | 2016 |
| Supercopa Internacional | Talleres | Argentina | 2023 |

### Campeonatos internacionales
| Torneo                           | Club    | Sede                    | Año     |
| -------------------------------- | ------- | ----------------------- | ------- |
| Liga de Campeones de la Concacaf | Pachuca | México - Estados Unidos | 2002    |
| Liga de Campeones de la Concacaf | Pachuca | México - Estados Unidos | 2007    |
| Liga de Campeones de la Concacaf | Pachuca | México - Estados Unidos | 2008    |
| Liga de Campeones de la Concacaf | Pachuca | México - Estados Unidos | 2009-10 |
| Liga de Campeones de la Concacaf | Pachuca | México - Estados Unidos | 2016-17 |
| Sudamericana                     | Pachuca | América del Sur         | 2006    |